# STS-61-C
STS-61-C fue la misión número 24 del programa del transbordador espacial estadounidense y séptima del transbordador Columbia. EL objetivo principal de la misión era desplegar el satélite de comunicaciones Satcom Ku-1, el segundo de una serie planificada de satélites geoestacionarios con propiedad y operados por RCA Corporation. Se lanzó desde el desde el Centro Espacial Kennedy en la Florida el 12 de enero de 1986 y aterrizó seis días más tarde en la Base Aérea Edwards en California. 
La tripulación incluyó el segundo afroestadounidense en ser piloto del transbordador y futuro administrador de la NASA Charles F. Bolden, Jr., el primer astronauta costarricense, Franklin Chang-Díaz y el segundo político en volar al espacio, el representante Bill Nelson (D-FL). Fue la última misión del transbordador antes del desastre del transbordador espacial Challenger, que ocurrió tan sólo diez días después de aterrizar la misión STS-61-C.

## Tripulación
| Puesto                     | Astronauta                                                                       | Astronauta                                                                       |
| -------------------------- | -------------------------------------------------------------------------------- | -------------------------------------------------------------------------------- |
| Comandante                 | Robert L. Gibson Segundo vuelo                                                   | Robert L. Gibson Segundo vuelo                                                   |
| Piloto                     | Charles F. Bolden Primer vuelo                                                   | Charles F. Bolden Primer vuelo                                                   |
| Especialista de misión 1   | Franklin Chang Díaz Primer vuelo                                                 | Franklin Chang Díaz Primer vuelo                                                 |
| Especialista de misión 2   | Steven A. Hawley Segundo vuelo                                                   | Steven A. Hawley Segundo vuelo                                                   |
| Especialista de misión 3   | George D. Nelson Segundo vuelo                                                   | George D. Nelson Segundo vuelo                                                   |
| Especialista de la carga 1 | Robert J. Cenker Único vuelo RCA Electronics                                     | Robert J. Cenker Único vuelo RCA Electronics                                     |
| Especialista de la carga 2 | Clarence W. "Bill" Nelson Único vuelo Representante de la Florida, ahora Senador | Clarence W. "Bill" Nelson Único vuelo Representante de la Florida, ahora Senador |

## Parámetros de la misión
- Masa:[1]
  - Orbitador al despegue: 116,121 kg
  - Orbiter al aterrizaje: 95,325 kg
  - Carga: ~ 14.724 kg
- Perigeo: 331 km
- Apogeo: 338 km
- Inclinación: 28.5°
- Periodo: 91.2 min